# Daigō Watanabe
Daigō Watanabe (japanisch 渡邉 大剛 Watanabe Daigō; * 3. Dezember 1984 in der Präfektur Nagasaki) ist ein japanischer Fußballspieler.

## Karriere
Watanabe erlernte das Fußballspielen in der Schulmannschaft der Kunimi High School. Seinen ersten Vertrag unterschrieb er 2003 bei den Kyoto Purple Sanga (heute: Kyoto Sanga FC). Der Verein spielte in der höchsten Liga des Landes, der J1 League. Am Ende der Saison 2003 stieg der Verein in die J2 League ab. 2005 wurde er mit dem Verein Meister der J2 League und stieg wieder in die J1 League auf. Am Ende der Saison 2006 stieg der Verein in die J2 League ab. Am Ende der Saison 2007 stieg der Verein wieder in die J1 League auf. Für den Verein absolvierte er 169 Ligaspiele. 2011 wechselte er zum Ligakonkurrenten Omiya Ardija. Am Ende der Saison 2014 stieg der Verein in die J2 League ab. Für den Verein absolvierte er 148 Ligaspiele. 2016 wechselte er zu Busan IPark. Im Juli 2016 wechselte er zum Zweitligisten Kamatamare Sanuki. Für den Verein absolvierte er 80 Ligaspiele. Ende 2018 beendete er seine Karriere als Fußballspieler.